# Space Hulk
Pour les articles homonymes, voir Hulk (homonymie) et Space Hulk (jeu vidéo, 1993).
Space Hulk est un jeu de stratégie de Games Workshop édité pour la première fois en 1989. L'action du jeu se déroule dans le monde Warhammer 40,000, et est partiellement inspirée du film Aliens.
Dans l'univers, un Space Hulk est un amas de vaisseaux, de roches et de glace dérivant dans le Warp ou l'espace matériel.

## Histoire
Les Space Hulk sont régulièrement explorés par des pillards en quête de trésors, mais certains de ces énormes vaisseaux sont infestés de créatures, telles que des extraterrestres ou des serviteurs du Chaos. D'autres sont dirigés par des Orks, qui utilisent les Space Hulks pour mener leurs guerres d'invasions. 
Si les Space Hulks ne sont souvent que de simples ruines abandonnées, ils peuvent aussi représenter une réelle menace pour l'Imperium, lorsque leur contenu n'est pas clairement identifié.

## Le jeu
Space Hulk est un jeu de société tactique de figurines pour deux joueurs, opposant des Space Marines équipés d'armures Terminator aux Genestealers, dans les entrailles d'un vaisseau spatial nommé space hulk, dérivant dans l'espace.
Le jeu se déroule sous la forme de missions au tour par tour où les Space Marines en nombre défini en début de scénario (un scénario équivaut à une partie) doivent atteindre leur objectif avant d'être submergés par les vagues de Genestealers qui eux n'ont généralement pas de nombre maximum défini et apparaissent par vagues constamment renouvelées (sauf si le scénario précise un autre cas). Si on ajoute que les Genestealers disposent de plus de temps pour jouer, de plus de points d'action (mouvement, attaque) que les Marines, le jeu semble déséquilibré. Il n'en est rien. Les Genestealers se battent à mains nues. Ils se heurtent aux tirs surpuissants des Marines qui n'ont en aucun cas l'intention de les laisser s'approcher d'eux.
La particularité du plateau de jeu est qu'il est composé d'éléments modulaires en carton utilisés pour représenter les couloirs et les pièces du vaisseau traversé ; à chaque mission, l'architecture du Space Hulk pourra être différente de celle de la mission précédente, avec des objectifs et des paramètres nouveaux, ce qui en fait un jeu avec une durée de vie longue.
Le joueur dirigeant les figurines des Space Marines dispose d'un effectif limité défini en début de partie. Chaque Space Marine aura des compétences bien spécifiques. Le Space Marine de base est le trooper équipé d'un storm bolter et donc efficace à distance mais faible lors de combat rapproché. D'autres Space Marines (comme le sergent) seront un peu plus performants au corps à corps. Quant au joueur Genestealers, il dirige des créatures entièrement tournées vers le combat au corps à corps et doit utiliser leur avantage numérique (dans les limites définies par le scénario choisi en début de partie) et la rapidité de mouvement de ces créatures dotées d'une certaine furtivité, afin de réaliser son objectif qui consiste simplement à empêcher le joueur Space Marines de réaliser le sien, le plus souvent en tuant tous les membres des escouades de Terminators ou en empêchant la réalisation d'un objectif avant une échéance sous forme d'un nombre de tours prédéfini.
Au fil des décennies, quatre éditions de ce jeu se sont succédé :
- la première, publiée en 1989, ne l'a été qu'en langue anglaise et allemande et a connu deux suppléments. À la suite du succès de Space Crusade, Space Hulk fut publié en France en 1992, la boite était fournie avec deux brochures typographiées contenant les textes essentiels des livres de règles et de missions. Les deux suppléments connurent le même traitement ;
- la seconde édition, sortie en 1996, fut la première version à être intégralement traduite en français avec des livres de règles et de missions en couleur tout en offrant des sections de plateau plastifiées. Cette édition n'a pas connu d'extensions ;
- la troisième édition du jeu fut annoncée le 17 août 2009 pour une sortie le 5 septembre 2009, soit 20 ans après la première. Il a déjà été annoncé qu'elle ne connaîtrait pas de supplément[3], et que seul un tirage de cette édition serait produit. Cette version revient aux sections de plateau cartonnées, cartonnage utilisé pour donner un effet texturé aux éléments du décor. Une réédition de cette troisième édition est disponible en précommande dès le 12 septembre 2014. Les stocks disponibles sont écoulés en moins de 24 heures[réf. nécessaire]. Aucune date de sortie officielle n'est connue à ce jour. Cette édition de 2014 est une réédition de celle de 2009, cependant deux nouveaux scénarios de jeu ont été ajoutés.

### Suppléments
Deux extensions ont vu le jour pour la première édition (en anglais uniquement) :
- Deathwing (1990) qui ajoutait des équipements supplémentaires ainsi que des règles spécifiques pour le capitaine. L'archiviste rejoignait également les rangs des troupes. Les Marines se voyaient dotés de grenades et d'un canon d'assaut ; les Genestealers voyaient leur nombre augmenter considérablement.
- Genestealer (1990) qui ajoutait des créatures hybrides humain/tyranides utilisant des armes de tir. La magie faisait son entrée dans le jeu.

On peut ajouter à cela la parution d'un livre regroupant des missions et règles parues dans le magazine White Dwarf publié sous le nom de  Space Hulk Campaigns .
Trois autres jeux de plateau s'inspirant plus ou moins de la mécanique de jeu de Space Hulk ont été publiés :
- Space Crusade (publié en 1990) permettant aux joueurs (de 2 à 4) de faire combattre un camp de Space Marines à un camp comprenant leurs frères corrompus du Chaos (les Space Marines du Chaos), des Orks et des Genestealers.
- Advanced Space Crusade (publié en 1990) permettant aux joueurs (de 2 à 4) de faire combattre un camp de Scouts Space Marines face à un camp comprenant des Genestealers et autres Ce jeu supportait toutes sortes de troupes space marine et tyranides et connut des parutions de règles additionnelles dont des profils de troupes non disponibles à l'origine dans la boîte de base et un module de plateau de jeu supplémentaire. Ce jeu était assez complet et traitait plus spécifiquement des efforts héroïques des spaces marines et autres serviteurs de l'empire pour lutter contre les tyranides.
- Ultra Marines (en) (à ne pas confondre avec le chapitre des Ultramarines), jeu publié en 1991 et qui opposait jusqu'à 4 joueurs au commandes d'équipes de 5 Scouts de 4 différents chapitres Space Marines afin de récupérer des objets dans un Space Hulk tout en empêchant leurs adversaires d'en faire autant.

### Jeu de cartes à jouer
- Space Hulk : Death Angel (2010)

### Inspiration
On ne peut s'empêcher de rapprocher ce jeu de la série de films de l'univers d’Alien, et plus particulièrement de son 2e opus (Aliens, le retour, sorti en 1986 soit 3 ans avant le premier jeu) où Ellen Ripley doit combattre des Aliens avec l'aide du contingent de Marines qu'elle accompagnait sur la planète LV-426.